# 角谷嘉則
角谷 嘉則（すみや よしのり、1975年 - ）は日本の経済学者。桃山学院大学経済学部准教授。

## 略歴
愛知県出身、1998年長崎県立大学経済学部卒業、2006年立命館大学大学院政策科学研究科博士後期課程修了。博士（政策科学）。2007年立命館大学ボランティアセンター専門契約職員、2009年立命館大学共通教育推進機構嘱託講師(常勤)を経て、桃山学院大学経済学部准教授に就任。

## 公職
- 滋賀県長浜市「商店街まちづくり事業、地域 商店街活性化事業」予備審査委員会委員（2013年）
- 日本流通学会　関西中四国部会　幹事（2015-2017年度）
- 有限会社豊中駅前まちづくり会社　監査役（2015年6月-）

## 著書
- 『株式会社黒壁の起源とまちづくりの精神』2009年、創成社